# Sompong Soleb
Sompong Soleb (Thai: สมปอง สอเหลบ; * 30. Juli 1986 in Satun) ist ein thailändischer Fußballspieler auf der Position eines Stürmers.

## Karriere

### Verein
Seine Karriere begann Sompong beim thailändischen Drittligisten Satun FC. 2004 nahm er an einer Castingshow teil, welche nach talentierten Fußballspielern suchte. Der Hauptpreis war ein neunmonatiger Aufenthalt in der Jugendakademie des englischen Vereins FC Everton. Zusammen mit Rattapol Piyavutiskul und Teerathep Winothai gewann er diesen Preis. Im April 2005 nahm er drei Wochen lang an einem Probetraining bei Chester City teil. Der Verein war auch gewillt, ihm einen Vertrag zu geben. Vermutlich kam es aber aus arbeitsrechtlichen Gründen zu keinem Vertrag mit dem Verein. Zurück in Thailand spielte er noch bis Ende 2006 für seinen Heimatverein, bevor er 2007 in die Thai Premier League zur Port Authority wechselte. In 22 Spielen gelangen ihm nur vier Treffer und er ging 2008 zum FC Chula United, für den er seitdem spielt. In seiner ersten Saison für Chula gelangen ihm neun Treffer und er hatte damit großen Anteil am Klassenerhalt.
Im Juli 2021 wechselte er nach Sukhothai zum Erstligaabsteiger Sukhothai FC. Am Ende der Saison 2021/22 feierte er mit Sukhothai die Vizemeisterschaft und den Aufstieg in die erste Liga. Nach dem Aufstieg verließ er den Verein und schloss sich dem Drittligisten Chamchuri United FC aus der Hauptstadt Bangkok an. Mit dem Hauptstadtverein spielte er 17-mal in der Bankok Metropolitan Region. Im Sommer 2023 unterschrieb er einen Vertrag bei seinem ehemaligen Verein Customs United FC. Bis Jahresende bestritt er sieben Zweitligaspiele. Im Dezember 2023 wurde sein Vertrag nicht verlängert.

### Nationalmannschaft
Für die thailändische Nationalmannschaft spielte er bisher in der U-23. Mit ihr nahm er 2007 an den Südostasienspielen teil und gewann die Goldmedaille. 2009 gehört er ebenfalls zum Kader Südostasienspiele.
Mit einer thailändischen Auswahl nahm er zudem 2007 an der Sommer-Universiade teil und gewann ebenfalls Gold.

## Erfolge

### Verein
Thai Port
- Thailändischer Pokalsieger: 2009
- Thailändischer Ligapokalsieger: 2010

Buriram FC
- Thailändischer Zweitligameister: 2011

Sukhothai FC
- Thailändischer Zweitligavizemeister: 2021/22  ▲

### Nationalmannschaft
- Südostasienspiele Goldmedaille 2007
- Sommer-Universiade Goldmedaille 2007

## Erläuterungen/Einzelnachweise
1. ↑  evertonfc.com: Bericht auf der offiziellen Webseite des FC Everton (Memento des Originals vom 7. Juni 2014 im Internet Archive)  Info: Der Archivlink wurde automatisch eingesetzt und noch nicht geprüft. Bitte prüfe Original- und Archivlink gemäß Anleitung und entferne dann diesen Hinweis.
2. ↑  liverpoolecho.co.uk: Bericht über das Probetraining und die bevorstehende Verpflichtung
3. ↑  สุโขทัยคว้า "สมปอง" ยืนล่าตาข่าย, Wechsel zum Sukhothai FC, 19. Juli 2021. In: smmsport.com (thailändisch). Abgerufen am 20. Juli 2021.
4. ↑  ไทยลีก 2: Official! “ค้างคาวไฟ” เสริมคมคว้า “สมปอง-ออสมัน” ล่าตาข่ายลีกรอง, Wechsel zum Sukhothai FC, 20. Juli 2021. In: ballthai.com (thailändisch). Abgerufen am 20. Juli 2021.
5. ↑  thaifootball.com: Kader der U-23 2007 (Memento des Originals vom 23. Juni 2008 im Internet Archive)  Info: Der Archivlink wurde automatisch eingesetzt und noch nicht geprüft. Bitte prüfe Original- und Archivlink gemäß Anleitung und entferne dann diesen Hinweis.
6. ↑  thaifootball.com: Kader mit Bild

| Personendaten    | Personendaten                 |
| ---------------- | ----------------------------- |
| NAME             | Sompong Soleb                 |
| ALTERNATIVNAMEN  | สมปอง สอเหลบ                  |
| KURZBESCHREIBUNG | thailändischer Fußballspieler |
| GEBURTSDATUM     | 30. Juli 1986                 |
| GEBURTSORT       | Satun, Thailand               |